# Jolanda Jeruzalémská
Jolanda Jeruzalémská či Isabela II. Jeruzalémská (1212 – 25. dubna 1228, Andria), také známá jako Jolanda z Brienne, byla princezna francouzského původu, dcera Marie, vládnoucí jeruzalémské královny, a jejího manžela Jana z Brienne. Od roku 1212 až do své smrti v roce 1228 byla vládnoucí jeruzalémskou královnou. Po sňatku s Fridrichem II., císařem Svaté říše římské, se Jolanda stala také císařovnou Svaté říše římské a jeruzalémskou a sicilskou královnou.

## Život
Jolanda byla jediným dítětem urozeného, leč chudého Jana z Brienne a Marie z Montferratu, dědičky Jeruzalémského království. Jan z Brienne a Marie z Montferratu uzavřeli sňatek roku 1210. Ženichovi bylo téměř šedesát a nevěstě necelých dvacet let. Marie z Montferratu zemřela krátce po porodu, Jolanda byla prohlášena královnou a Jan z Brienne se stal regentem Jeruzalémského království. Záhy se znovu oženil s dcerou arménského krále Lva II. v Kilikii, Štěpánkou.
Roku 1223 se setkal ve Ferentinu papež Honorius III., Jan z Brienne a římský císař Fridrich II. Štaufský. Čerstvě ovdovělý Fridrich mnoho let sliboval, že se vydá na křížovou výpravu a nyní si jako podmínku kladl sňatek s dědičkou Jeruzaléma. V srpnu roku 1225 se třináctiletá Jolanda za třicetiletého Fridricha v zastoupení provdala. Poté byla korunována jeruzalémskou královnou a odvezena do Itálie. 9. listopadu se v katedrále v Brindisi odehrál slavnostní svatební ceremoniál. Jolanda se vdávala nerada a novomanžel údajně již během líbánek svedl jednu z jejích sestřenic. Jana z Brienne císař okamžitě zbavil pozice regenta a manželku držel ve svém harému.

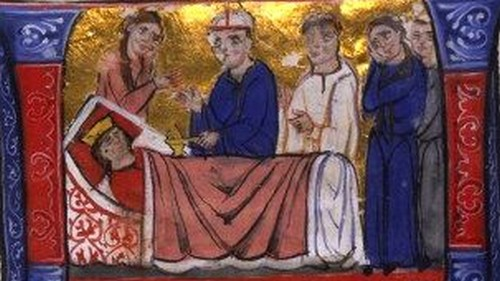
Jolandina smrt (středověká iluminace)

Roku 1226 mladá královna porodila dcerku, která brzy zemřela. O rok později se v Andrii narodil syn Konrád a Jolanda jeho narození zaplatila životem. Byla pohřbena v katedrále Santa Maria Assunta v Andrii. Počátkem 21. století se stala jednou z postav historického románu spisovatelky Ludmily Vaňkové Dítě z Apulie.
Dědicem jeruzalémského trůnu se stal malý Konrád a Fridrich II. Štaufský byl regentem. Po příchodu do Svaté země se Fridrichovi podařilo uzavřít desetiletý mír se sultánem al-Kámilem, vlastnoručně se korunoval králem jeruzalémským. Při odjezdu 1. května 1229 na něj nespokojené obyvatelstvo házelo hnůj a odpadky.